# Amortiguación social
En psicología social, la amortiguación social es un fenómeno mediante el cual las conexiones sociales pueden aliviar las consecuencias negativas de eventos estresantes.
Aunque existen otros modelos y teorías para describir cómo el apoyo social puede ayudar a reducir las respuestas de estrés de los individuos, la hipótesis de amortiguación social es una de las dominantes. Según esta idea, los interlocutores sociales, que pueden ser personas conocidas o congéneres, actúan como amortiguadores frente a acontecimientos estresantes, específicamente mientras el estrés está ocurriendo. El modelo describe además que el apoyo social es especialmente beneficioso cuando los niveles de estrés también son altos, pero los efectos de amortiguación no son tan relevantes cuando los niveles de estrés son bajos.
La amortiguación social se ha explorado en humanos y otros animales sociales, y es importante para cuestiones sobre la salud física y mental. La investigación ha intentado comprender mejor los efectos protectores del apoyo social en varios dominios, como el biológico, el del desarrollo, el neurológico y el clínico. La amortiguación social también es relevante para otros procesos psicológicos, incluidos el miedo, los vínculos sociales y la reactividad emocional.

## Trasfondo

### Historia temprana
A mediados del siglo XX, las investigaciones psicológicas comenzaron a revelar cada vez más el papel de los acontecimientos vitales estresantes en el bienestar psicológico. Fue también en esta época cuando se empezó a poner énfasis en la creación de un enfoque estandarizado para diagnosticar enfermedades mentales, y en 1952 se publicó el primer Manual diagnóstico y estadístico de los trastornos mentales (comúnmente conocido como DSM). Con un enfoque centrado en formas efectivas y universales de medir el bienestar mental y la aplicación de la psicología experimental a cuestiones sociales, comenzó a formarse una amplia literatura sobre los efectos del apoyo social. Esto se realizó como un esfuerzo por llenar los vacíos sobre los factores específicos que median la relación entre los eventos de la vida y las consecuencias psicológicas.
A mediados de los años 1970 se empezó a prestar especial atención a la atenuación del apoyo social sobre los impactos negativos de los acontecimientos estresantes en la salud física y mental. Fue en esa época cuando empezó a tomar forma la idea de la amortiguación social.
No está claro dónde se mencionó por primera vez la frase "hipótesis de amortiguación social", pero uno de los trabajos más citados y acreditados sobre el tema fue publicado por los investigadores Sheldon Cohen y Thomas A. Wills en 1985.
El amortiguamiento social ha sido una característica importante en psicología desde sus inicios, especialmente relevante para la psicología social y de la salud. El marco se ha aplicado también a otras áreas, y los métodos de medición y las definiciones de la terminología pertinente continúan perfeccionándose y desarrollándose.

### Apoyo social
El amortiguamiento social es un subconjunto del apoyo social, y no todas las instancias de apoyo social son amortiguamiento social. El apoyo social abarca tanto la expectativa como el acto real de recibir ayuda, cuidado, atención o la participación en una red social.
Las investigaciones sobre el apoyo social distinguen entre el apoyo percibido y el apoyo social recibido. El apoyo social percibido se refiere a la cantidad de apoyo que las personas creen que podrían recibir potencialmente de su sistema de apoyo disponible, mientras que el apoyo social recibido es el nivel de apoyo que las personas han recibido. Algunos estudios han demostrado que el apoyo social percibido puede ser mejor para mitigar los efectos negativos del estrés sobre la salud y el bienestar psicológico, lo que sugiere que existe una diferencia medible entre los tipos de apoyo social y que la definición adecuada de las variables es importante para la investigación en esta área.
El apoyo social está fuertemente asociado con resultados positivos en materia de salud. Las investigaciones han demostrado que las personas con redes sociales más amplias, relaciones de mayor calidad y mayor acceso a recursos de apoyo social tienen mejor salud mental y física. Los efectos del apoyo social se han estudiado en muchos dominios diferentes de la psicología, como la psicología social, del desarrollo, clínica y de la salud, así como la neurociencia. 

### Modelo en competencia: hipótesis de efectos directos
La hipótesis de amortiguación social a menudo se compara o evalúa con la hipótesis del efecto directo.  Esta hipótesis se diferencia del apoyo social en que sostiene que el apoyo social mejora el bienestar físico y psicológico en general, independientemente de la presencia de factores estresantes. Este modelo dice que el apoyo social es beneficioso todo el tiempo y que las personas con alto apoyo social tienen una salud general mejor que aquellas que no lo tienen.
Los dos modelos tienden a abordar diferentes medidas de apoyo social. La hipótesis de efectos directos mide el nivel en el que una persona está integrada en una red social, mientras que la hipótesis de amortiguación social evalúa la disponibilidad de los recursos sociales que ayudan a las personas a responder a eventos estresantes. El lenguaje en torno a ambas hipótesis también tiende a ser diferente: la hipótesis de los efectos directos a menudo analiza la mejora de la salud y el bienestar como resultado de la percepción de apoyo e integración en una red, mientras que la hipótesis de amortiguación se preocupa más por la protección (o prevención), especialmente en tiempos de necesidad.
Estadísticamente, la hipótesis del efecto directo sostiene que no hay interacción entre el estrés y el apoyo social, lo que significa que se observarán los mismos efectos beneficiosos independientemente del nivel de estrés. Por el contrario, según la hipótesis de amortiguación social, la magnitud del efecto beneficioso del apoyo social es mayor cuando hay estrés, lo que se refleja en una interacción observable estadísticamente significativa cuando se estudian los dos efectos experimentalmente. Esto también significa que se requiere el conocimiento del grado de estrés para la hipótesis de amortiguación social, donde este nivel puede no ser tan relevante en el contexto de la hipótesis de efectos directos.
A pesar de que estos modelos ofrecen explicaciones algo separadas, las investigaciones han encontrado apoyo para ambas hipótesis  y algunos trabajos incluso sugieren que ambos procesos ocurren simultáneamente. Los investigadores han sugerido que el trabajo dirigido a comparar críticamente las dos hipótesis puede no beneficiar realmente al campo que estudia el apoyo social. En cambio, puede ser más beneficioso utilizar cualquiera de ellos como modelo que apunta a explicar preguntas específicas sobre cómo el apoyo social se relaciona con mediadores de la salud que pueden ser conductuales, psicológicos, emocionales o biológicos.

## Biología

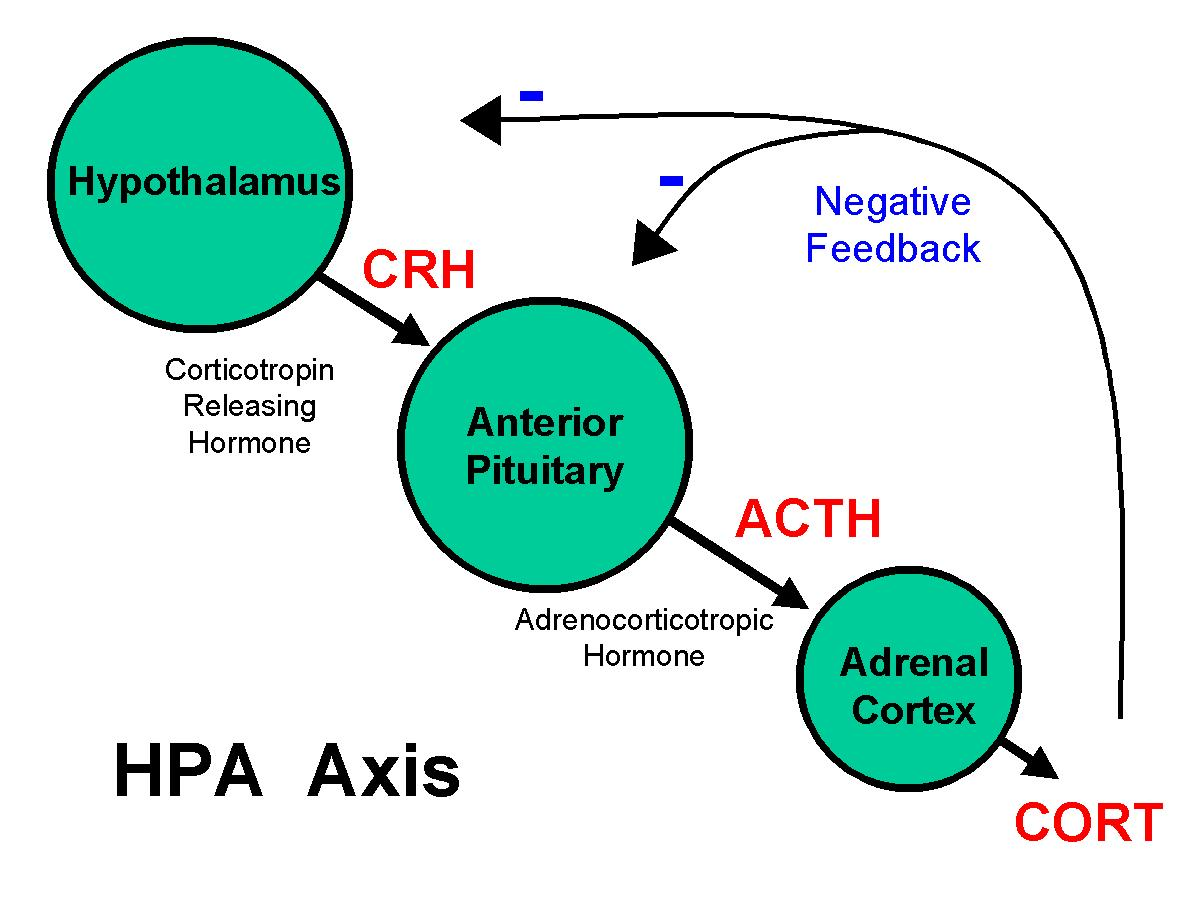
Eje HPA y mecanismo hormonal endocrino

Los estudios de investigación realizados sobre la amortiguación social y las consecuencias para la salud muestran consistentemente que el eje HPA desempeña un papel central en el vínculo entre ambos.
El eje hipotalámico-hipofisario-adrenal (HPA) es un regulador crucial de las respuestas neuroendocrinas en el cuerpo. El eje HPA está formado por una serie de vías y circuitos de retroalimentación que involucran al hipotálamo, la glándula pituitaria anterior y la glándula suprarrenal. Modula varios procesos fisiológicos, incluido el sistema nervioso autónomo, las reacciones del sistema inmunológico, el metabolismo y varios otros procesos que son activos durante las respuestas fisiológicas de corto plazo al estrés. El eje HPA también juega un papel importante en la homeostasis corporal, que incluye la regulación del sistema cardiovascular, el sistema reproductivo y el sistema nervioso central, además de los mencionados anteriormente.
El funcionamiento adecuado del eje HPA es muy importante para la adaptación y el desarrollo, y tanto la sobrereactividad como la subreactividad pueden llevar a una serie de consecuencias. Es importante que los seres humanos experimenten niveles elevados de hormonas del estrés circulantes desde temprano en la vida para que puedan aprender a responder eficazmente a las amenazas y adaptarse a sus entornos. Sin embargo, demasiado estrés en la infancia puede provocar una disfunción a largo plazo y a menudo irreversible del eje HPA.
La actividad del eje HPA aumenta durante situaciones aversivas o excitantes, que pueden ser inducidas por eventos físicos o psicosociales. El eje HPA es particularmente sensible a los factores estresantes psicológicos, incluidos la incertidumbre, la novedad y la sensación de estar fuera de control. Además de estar influenciado por factores estresantes psicológicos, uno de los moderadores más poderosos y ampliamente estudiados de la actividad del eje HPA inducida por eventos estresantes es el apoyo social. Es por ello que el eje HPA es a menudo un punto focal en la investigación fisiológica que examina los efectos de amortiguación social. 
Se han explorado los mecanismos biológicos de la amortiguación social y se han identificado varios componentes como relevantes:

### Endocrino
Hay varias hormonas involucradas en la regulación endocrina del eje HPA. Una de ellas es la hormona liberadora de hormona adrenocorticotropa (CRF). La CRF estimula la liberación de la hormona adrenocorticotrópica (ACTH), que es el regulador fisiológico crucial del aumento de la actividad del eje HPA. Otra es la vasopresina (AVP), y los glucocorticoides son el paso final del proceso. El amortiguamiento social se observa cuando altos niveles de apoyo social se correlacionan con niveles más bajos de hormona del estrés y activación del eje HPA.

### Oxitocina
Se ha reconocido que la oxitocina es una hormona importante que interviene en el mecanismo de amortiguación social. La oxitocina es una molécula a la que a menudo se denomina “hormona del amor”. Se libera en la sangre en respuesta al estrés fisiológico y psicológico, y el aumento de la liberación de oxitocina del hipotálamo inhibe la activación del eje HPA. La oxitocina interviene en los procesos de estrés al inhibir la liberación de corticosteroides, la liberación de ACTH de la glándula pituitaria y la liberación de CRF del hipotálamo. El sistema nervioso central también media el efecto inhibidor de la oxitocina sobre el eje HPA. La oxitocina también interviene en el aspecto conductual de la amortiguación social. El papel de la oxitocina en la creación de vínculos significa que está relacionada con el proceso de apoyo social, además de liberarse en respuesta a un factor estresante.

### Opiáceos
Los opioides endógenos, o endorfinas, también parecen desempeñar un papel importante en la amortiguación social, a través de un efecto de refuerzo que es activo en el apego social. También se observa liberación de opioides cuando los animales se reconocen entre sí, lo que apoya la idea de que los animales encuentran apoyo social en otros de la misma especie. Esto es necesario para ver los efectos de amortiguación social en los animales, y la liberación de opioides también ayuda a explicar la búsqueda de afiliación en los animales. También se ha descubierto que la liberación de opioides como resultado de la estimulación social reduce la actividad de la hormona liberadora de hormona adrenocorticotropa en el cerebro y el cuerpo.

### Circuito neuronal
La investigación sobre las regiones cerebrales implicadas en el amortiguamiento social es menos extensa en comparación con el papel del eje HPA y el cortisol.
Sin embargo, se ha identificado la corteza prefrontal como una región implicada en la amortiguación social y las respuestas al estrés. Se ha descubierto que una mayor actividad en la corteza prefrontal está correlacionada con mayores grados de respuesta de cortisol al estrés. Se ha observado una relación similar en la corteza cingulada anterior. Se ha demostrado que tanto la corteza prefrontal como la corteza cingulada anterior están involucradas en las respuestas emocionales y la reactividad a situaciones estresantes, y la actividad en estas áreas está estrechamente relacionada con la activación del HPA. La presencia de apoyo social provoca que los niveles de cortisol bajen, así como una disminución de la actividad en estas regiones.
También se ha observado amortiguación social en regiones que se cree que están involucradas en la respuesta a amenazas a la seguridad, que incluyen la corteza prefrontal ventromedial, la corteza cingulada anterior, la ínsula posterior y la corteza cingulada posterior.

## Aplicaciones clínicas
El apoyo social ha sido identificado históricamente como muy importante para el bienestar de las personas, y puede ser aún más importante para las poblaciones que son vulnerables al alto nivel de estrés y soledad. Se han realizado trabajos sobre la hipótesis de la amortiguación social en estas poblaciones, que incluyen minorías raciales y étnicas, minorías sexuales, personas de mediana edad y mayores, individuos empobrecidos y otros grupos demográficos afectados negativamente. Este tipo de trabajo tiene como objetivo encontrar aplicaciones específicas de la amortiguación social, a menudo para proporcionar marcos para desarrollar o evaluar la eficacia de los tratamientos o para generar una comprensión para la prevención de las consecuencias negativas de los eventos estresantes de la vida. 
En los trabajos realizados sobre la tendencia suicida se observó un efecto de amortiguación social, y los hallazgos indican que centrarse en la amortiguación tiene el potencial de ser un área eficaz en el desarrollo de intervenciones. También se ha descubierto que el efecto amortiguador es fuerte en personas con depresión, lo que significa que el apoyo social puede reducir los síntomas de depresión en momentos de estrés. También se ha establecido una relación entre el amortiguamiento social y los trastornos por consumo de drogas y alcohol, que reducen la probabilidad de desarrollar trastornos por abuso de sustancias con un mayor apoyo social.
Otro problema relacionado con el amortiguamiento social es la soledad. Los Estados Unidos, por ejemplo, tienen una tasa creciente de soledad, considerada por algunos como una "epidemia de soledad", y hay un aumento documentado en el número de personas que viven solas en muchas culturas a nivel mundial. La soledad está estrechamente relacionada con muchos trastornos psiquiátricos, entre ellos la depresión y la ansiedad, así como con varios trastornos físicos, como las enfermedades cardiovasculares y la hipertensión. Además, la tasa de soledad aumenta con la edad y tiene graves consecuencias para la salud, particularmente en las poblaciones de mayor edad. Las investigaciones muestran que unos niveles elevados de conexión social pueden ayudar a aliviar los efectos negativos de la soledad que frecuentemente acompañan al envejecimiento. La sólida relación entre la soledad y la mala salud mental y física es difícil de debatir, y la investigación sobre la protección social puede destacar los aspectos específicos de la soledad que son más perjudiciales.
El amortiguamiento social también es relevante para el proceso de aculturación. Los inmigrantes, trabajadores invitados y estudiantes internacionales pueden experimentar una mayor probabilidad de aislamiento y dificultades psicológicas como síntomas depresivos. Las investigaciones muestran que quienes tienen más conexiones interpersonales y participan en la aculturación en mayor grado se benefician de los efectos de la amortiguación social. Se ha demostrado que aumentar el tamaño de la propia red social tiene importantes efectos amortiguadores, en particular en el caso de los inmigrantes de mayor edad.
Es importante señalar que la protección social funciona de manera diferente en distintos grupos de la sociedad. Existen diferencias de género, edad y cultura. Además, puede ser difícil estudiar los efectos del apoyo social sobre el estrés en personas con un funcionamiento social deteriorado. Entre ellos se incluyen personas con fobias sociales y trastorno de ansiedad social, así como personas autistas.

## Desarrollo
Se reconoce que la amortiguación social es una forma esencial a través de la cual la naturaleza de las experiencias en la infancia afectan el desarrollo y la salud posterior.
Durante la infancia, los padres desempeñan un papel importante en la regulación de las consecuencias negativas de la niñez, especialmente en lo que respecta a las respuestas al miedo o al dolor. El apego también es muy relevante para los estudios sobre el desarrollo y la reducción del estrés. La teoría del apego postula que el tipo de relación de apego que un niño establece con sus padres influye en su capacidad para regular los estados emocionales, independientemente de que los padres estén o no inmediatamente presentes. Los efectos de amortiguación del estrés se observan a menudo en niños con apego seguro, lo que indica que el tipo y la estabilidad de las relaciones son cruciales para la recuperación del niño frente a eventos estresantes. 
Algunas investigaciones muestran que los padres son especialmente importantes como amortiguadores sociales hasta cerca de la pubertad o al final de la niñez, cuando los cuidadores principales tienden a volverse menos influyentes que sus pares en entornos sociales. Esto no quita el papel que juegan los padres en el amortiguamiento social en su conjunto, y en cambio refleja cómo son reemplazados por amigos que se convierten en una fuente importante de apoyo social con amortiguamiento. Además, los principales factores estresantes durante la adolescencia y la pubertad tienden a ser los compañeros y la posición social, por lo que la protección social proporcionada por los amigos durante este período está fuertemente entrelazada con las redes sociales y se relaciona con una idea llamada la hipótesis de protección de la amistad. La hipótesis de protección de la amistad refleja la idea de la hipótesis de la protección social y explica cómo los niños con al menos un amigo que los apoya se ven menos afectados negativamente por el acoso y el rechazo de sus compañeros.
Al analizar la protección social y el desarrollo, un enfoque común para medir las respuestas al estrés implica observar el eje HPA. El eje HPA se considera uno de los principales sistemas de estrés hormonal. Las investigaciones que analizan el estrés y la protección social en el desarrollo muestran de manera consistente que los padres desempeñan un papel en la configuración de la función del eje HPA, lo que se evidencia en parte por cómo la privación social temprana puede luego resultar en una disfunción a largo plazo de la reactividad al estrés. También se han observado efectos de amortiguación social cuando un niño está expuesto a un acontecimiento amenazante. La presencia de un padre durante ese período puede disminuir o bloquear completamente la activación del eje HPA.
Un apoyo adicional a la hipótesis de la amortiguación social y a la neurociencia social involucra el condicionamiento del miedo. Se ha reconocido que la amígdala es una parte importante en el proceso de aprendizaje del miedo, y las investigaciones han demostrado que los niños tienen una actividad reducida de la amígdala cuando están cerca de sus padres. Además de esto, se observó una mayor conectividad entre la corteza prefrontal y la amígdala cuando un niño veía a su madre en comparación con un extraño. La corteza prefrontal está involucrada en los procesos emocionales, por lo que la comunicación entre las dos áreas del cerebro indica que los padres juegan un papel importante en la regulación emocional y brindan apoyo neurológico para la amortiguación social.
Aunque el funcionamiento de los procesos de estrés y el aprendizaje del miedo son cruciales desde el punto de vista evolutivo, las investigaciones sobre la protección social muestran que el apoyo social puede reducir las consecuencias negativas del desarrollo de un estrés demasiado elevado y potencialmente ayudar al funcionamiento biológico adecuado.

## Investigación con animales

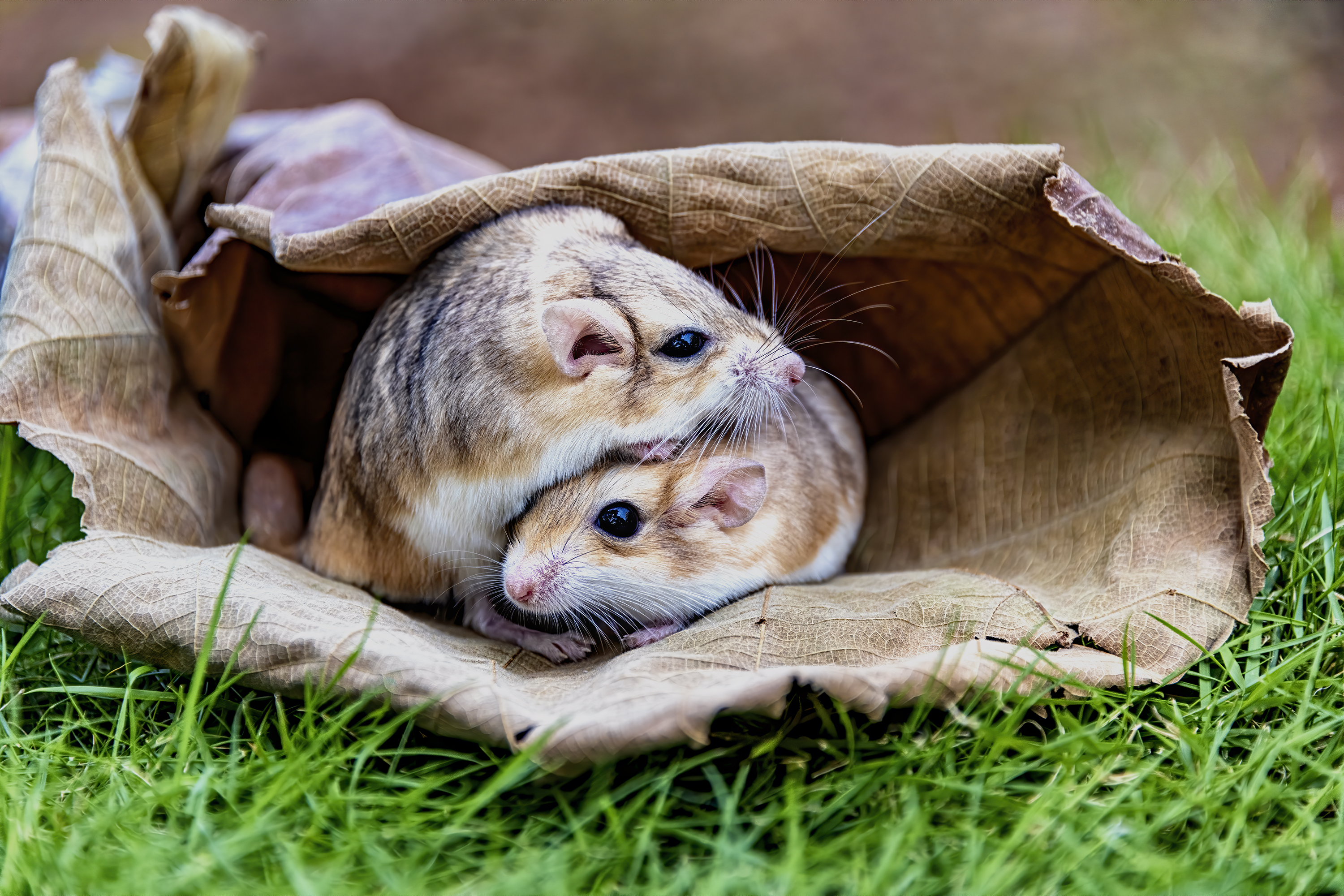
Se ha observado amortiguación social en animales de la misma especie.

Se han observado ampliamente en animales no humanos fenómenos compatibles con la hipótesis de la amortiguación social. La literatura sobre animales utiliza la palabra conespecíficos para referirse a animales de la misma especie, y en cada caso está claro que los efectos se observan entre animales similares y no se deben a la presencia de otros seres en general.
La interacción social y la comunicación son muy importantes para la supervivencia en muchas especies de animales, ayudan a la cooperación y son esenciales para la protección frente a las amenazas. Los animales altamente sociales, como los primates no humanos, los roedores y las aves, muestran efectos fisiológicos y psicológicos positivos cuando están junto a animales de la misma especie. Esta fue una idea que ganó más atención a principios de la década de 2000, mientras que muchos de los experimentos realizados en investigaciones anteriores se centraron en los factores inductores de estrés de la interacción social.
Se ha observado amortiguación social en una amplia gama de animales, incluidos cobayas, caballos, monos rhesus, y cerdos. Los estudios han encontrado apoyo a la protección social tanto desde una perspectiva fisiológica, en forma de menor actividad del eje HPA o niveles más bajos de cortisol, como desde una perspectiva conductual. Las observaciones de comportamiento en ratas, por ejemplo, incluyen una mayor actividad locomotora, lo que indica menos miedo, en un espacio abierto que induce estrés en presencia de otras ratas, y un aumento en la búsqueda de la proximidad de otras ratas cuando estaban expuestas al estrés.
Las investigaciones realizadas en animales también han revelado varias señales sensoriales que actúan como amortiguadores sociales:
- Señales olfativas: Los animales altamente sociales utilizan la comunicación química para transmitir cierta información, como el estado emocional en momentos de estrés, que altera tanto las respuestas fisiológicas como el comportamiento de los animales.[77][78] Los animales también pueden utilizar feromonas apaciguadoras para calmar a otros y reducir el comportamiento de pelea.[79][80][81] Un ejemplo de esto en los humanos es que el olor del pecho materno es atractivo para los bebés y tiene efectos emocionales positivos.[82]
- Señales vocales: la comunicación vocal se puede utilizar para indicar familiaridad, emociones y ayudar con la formación del apego. En los titíes, una especie que utiliza la comunicación vocal, los niveles de la hormona del estrés disminuyen más al escuchar una voz familiar en comparación con una desconocida.[83]
- Señales visuales: En ciertos animales, las señales visuales pueden ser suficientes para evocar los efectos del aislamiento social. Estos efectos se demostraron en ovejas, donde ver imágenes de las caras de otras ovejas redujo las respuestas de estrés fisiológico y conductual.[84][85][86] Se ha observado que los peces cebra se comunican sobre el peligro con señales visuales, lo que genera una protección social de sus congéneres en respuesta a la amenaza de los depredadores.[87][88][89]